# River Deep – Mountain High
”River Deep – Mountain High” är en musiksingel från 1966 med Ike & Tina Turner, skriven av Phil Spector, Jeff Barry och Ellie Greenwich och producerad av Phil Spector. Låten anses av Phil Spector vara hans bästa verk. ”River Deep – Mountain High” misslyckades kommersiellt vid den ursprungliga releasen i USA, men blev en stor hit i Europa och nådde #3 i Storbritannien. Låten återutgavs 1969 och har sedan dess varit en av Tina Turners signaturlåtar.
Singelns ursprungliga omslagsbild designades av skådespelaren Dennis Hopper.